# Verena Jooß
Verena Jooß (Karlsruhe, Baden-Württemberg, 9 de gener de 1979) és una ciclista alemanya especialista en la pista.

## Palmarès
- 2004
  -  Campiona d'Alemanya en Persecució
- 2005
  -  Campiona d'Alemanya en Persecució
- 2007
  -  Campiona d'Alemanya en Persecució
- 2008
  -  Campiona d'Alemanya en Persecució
- 2011
  -  Campiona d'Alemanya en Velocitat per equips (amb Miriam Welte)

### Resultats a laCopa del Món
- 2007-2008
  - 1a a Copenhaguen, en Persecució per equips